# Emy Koopman
Emy Koopman (oktober 1985, Groningen) is een Nederlandse schrijver en journalist. Ze schrijft zowel fictie als non-fictie. Voor de VPRO presenteerde zij in 2020 de vijfdelige reisserie Paradijs Canada. Tot 2021 was Koopman onderzoeksjournalist bij Platform Investico.
Koopman studeerde literatuurwetenschap en klinische psychologie aan de Universiteit Utrecht. In 2016 promoveerde zij aan de Erasmus Universiteit Rotterdam op een proefschrift over literatuur en empathie.

## Werk
Koopman debuteerde in 2016 met de roman Orewoet, die werd genomineerd voor De Bronzen Uil voor het beste Nederlandstalige debuut en voor de Fintro Literatuurprijs. 
In augustus 2020 verscheen Koopmans tweede roman, de dystopie Het Boek van Alle Angsten.
Haar derde boek, Tekenen van het Universum, gepubliceerd in januari 2022, gaat over obsessieve verliefdheid en zelfverlies. Dit boek haalde de shortlists van de Boon Literatuurprijs 2023 en van de Boekenpanda.
In 2022 wisselde Koopman om ethische redenen van uitgever.
Met het in 2023 gepubliceerde boek Kindertrein uit Boedapest werd Koopman genomineerd voor de BNG Bank Literatuurprijs en de Inktaap.
In februari 2025 verscheen de roman De Vrouw in de Kelder.
Kortere stukken van Koopman verschenen onder andere in De Groene Amsterdammer, de Volkskrant, de Correspondent en Hard//hoofd. Ze droeg met het essay Het orgaan bij aan de bundel Wolf: Dertien essays over de vrouw (2019, ISBN 9789045037837, samengesteld door Maartje Laterveer).

## Verwijzingen
1. ↑  Paradijs Canada. VPRO. Gearchiveerd op 13 augustus 2020. Geraadpleegd op 22 augustus 2020.
2. ↑  Een ijsdouche voor de Canadafan. NRC. Gearchiveerd op 7 april 2022. Geraadpleegd op 2 september 2020.
3. ↑  Na ‘Paradijs Canada’ zijn we zowel ‘sadder’ als een stuk ‘wiser’. De Groene Amsterdammer. Gearchiveerd op 29 augustus 2020. Geraadpleegd op 2 september 2020.
4. ↑  Investico Onderzoeksjournalisten. Investico onderzoeksjournalisten (9 oktober 2024). Geraadpleegd op 21 maart 2025.
5. 1 2  Emy Koopman. Vrij Nederland. Gearchiveerd op 21 mei 2022. Geraadpleegd op 30 augustus 2020.
6. ↑  Recensie: Emy Koopman – Orewoet, Tzum, 24 oktober 2016. Gearchiveerd op 2 juli 2022.
7. ↑  Jann Ruyters, Emy Koopman over de pestkopmaatschappij, waar de mores van het schoolplein zegeviert. Trouw (29 augustus 2020). Geraadpleegd op 30 augustus 2020.
8. ↑  ‘Hij maakt een geheim van mij, van ons, en dat maakt het pervers, spannend, verkeerd’. NRC. Gearchiveerd op 11 april 2022. Geraadpleegd op 11 april 2022.  + interview met Koopman in NRC 4 oktober 2022.
9. ↑  De Boon. www.deboon.be. Gearchiveerd op 2 april 2023. Geraadpleegd op 2 april 2023.
10. ↑  Wijma, Jochem, Dit is de shortlist van de Boekenpanda, “misschien wel de leukste prijs voor Nederlandstalige literatuur” - Bazarow. Bazarow - Alles over boeken (27 oktober 2022). Gearchiveerd op 2 april 2023. Geraadpleegd op 2 april 2023.
11. ↑  Nieuws - Emy Koopman stapt over naar De Arbeiderspers. boekblad.nl. Geraadpleegd op 21 maart 2025.
12. ↑  Nominaties BNG Bank Literatuurprijs 2023 bekend. www.bngbank.nl. Geraadpleegd op 15 december 2023.
13. ↑  Kindertrein uit Boedapest. De Inktaap. Geraadpleegd op 21 maart 2025.
14. ↑  Juist in specifieke scènes portretteert Emy Koopman iets universeels. De Groene Amsterdammer (5 maart 2025). Geraadpleegd op 21 maart 2025.